# El Diamante, Chiapas
El Diamante är en ort i Mexiko.   Den ligger i kommunen Sitalá och delstaten Chiapas, i den sydöstra delen av landet, 800 km öster om huvudstaden Mexico City. El Diamante ligger 648 meter över havet och antalet invånare är 122.
Terrängen runt El Diamante är kuperad åt nordost, men åt sydväst är den bergig. El Diamante ligger nere i en dal. Runt El Diamante är det ganska tätbefolkat, med 62 invånare per kvadratkilometer. Närmaste större samhälle är Yajalón, 19,3 km norr om El Diamante. I omgivningarna runt El Diamante växer i huvudsak städsegrön lövskog.